# ARA Buenos Aires (D-6)
El ARA Buenos Aires (D-6) fue el buque líder de los siete destructores o torpederos de la clase Buenos Aires que fueron construidos en el Reino Unido para la Armada Argentina entre 1936 y 1938. Fue botado en 1937 y asignado en 1938. Causó baja en 1971.

## Historia
Entró al servicio con la Armada en 1938 uniéndose a la 1.ª Escuadrilla de Torpederos. Tenía un desplazamiento 1375 t, una eslora de 98,45 m, una manga de 10,58 m y un calado de 3,2 m. Estaba propulsado por dos turbinas de engranajes y tres calderas. Su velocidad máxima eran los 35,5 nudos. Su armamento eran cuatro cañones de calibre 120 mm, ocho ametralladoras de 12,7 mm y ocho tubos lanzatorpedos de 533 mm.
El 16 de septiembre de 1955, el Buenos Aires, bajo el mando del capitán de fragata Eladio Vázquez, se sublevó en el golfo Nuevo apoyando a la golpe de Estado autodenominado «Revolución Libertadora». Atacó Mar del Plata y bloqueó el tráfico marítimo del estuario del Río de la Plata.
El 21 de mayo de 1958 a la mañana, el Buenos Aires estaba en el golfo Nuevo participando de ejercicios antisubmarinos de rutina junto a los cruceros General Belgrano y Nueve de Julio; los destructores Entre Ríos, Misiones y Santa Cruz, el buque taller Ingeniero Iribas; y los remolcadores Sanavirón y Charrúa. Mientras iluminaba con sus sensores al Sanavirón, el Buenos Aires detectó un submarino. De inmediato, los destructores se abocaron a la tarea de perseguir al intruso bombardeando la zona. Buscaron hasta el atardecer del día siguiente sin obtener resultados y abandonaron la tarea.
Causó baja en 1971.